# Xã Lamar, Quận Clinton, Pennsylvania
Xã Lamar (tiếng Anh: Lamar Township) là một xã thuộc quận Clinton, tiểu bang Pennsylvania, Hoa Kỳ. Năm 2010, dân số của xã này là 2.517 người.